# Cà phê đắng
Cà phê đắng (tiếng Trung: 苦咖啡; bính âm: Ku Ka Fei) là một bộ phim truyền hình Trung Quốc được sản xuất năm 2010. Bộ phim được chuyển thể từ tiểu thuyết mạng Tỉnh rượu.

## Giới thiệu
Phim truyền hình "Cà Phê Đắng" là bộ phim chuyển thể từ tiểu thuyết mạng có số lượt truy cập nhiều nhất năm 2008 với các diễn viên chính: Tả Tiểu Thanh, Hồ Ca, Hàn Đống, Bạch Băng… "Mỹ nữ thuần khiết" Tả Tiểu Thanh có sự đột phá khi đảm nhận vai một "nữ ma đầu". Diễn viên chuyên đóng phim cổ trang Hồ Ca, lần này cuối cùng đã khoác lên mình trang phục hợp thời, cùng Bạch Băng "tái kết lương duyên", nắm tay nhau viết nên câu chuyện tình yêu đô thị thời hiện đại.

## Nội dung
Trong "Cà Phê Đắng", Trần Tông mỗi ngày đều tại nơi bán bánh gatô mua một loại bánh gatô gọi là Tiramisu làm điểm tâm. Ý nghĩa của Tiramisu chính là: hãy nhớ tôi. Trần Tông đối với con gái của chủ tiệm bánh (Thẩm Ly) nhất kiến chung tình (vừa gặp đã yêu). Có duyên sẽ gặp lại, sau khi Thẩm Ly tốt nghiệp đại học, trở thành đồng nghiệp của Trần Tông,, Thẩm Ly mới vào nơi làm việc, trong công ty cẩn thận từng li từng tí, nhưng khắp nơi đều bị Diêp Hân loại trừ và lạnh nhạt, buồn bực bất như ý... Nhưng cùng một vị hải ngoại lưu học sinh thông minh Lâm Lập Thâm thu hút lẫn nhau, phát sinh cảm tình.
Trần Tông âm thầm yêu Thẩm Ly dùng mọi cách để hóa giải mâu thuẫn giữa Diệp Hân và Thẩm Ly. Lúc Trần Tông phát hiện công tác bản thân ở công ty làm trở ngại phát triển của Diệp Hân, dứt khoát quyết định rời công ty, tự mình lập nghiệp. Cùng lúc đó, Lâm Lập Thâm vì địa vị mình ở công ty, một mặt yêu cầu Thẩm Ly giấu diếm quan hệ hai người, một mặt nói với con gái chủ tịch công ty là thiên kim tiểu thư Dương Như Hoa dây dưa mơ hồ. Thẩm Ly càng cảm thấy thất vọng, dứt khoát cùng Lâm Lập Thâm phân rõ ranh giới, rời khỏi công ty, cùng Trần Tông lập nghiệp. Trần Tông và Thẩm Ly cuối cùng cùng nhau đi tới.

## Đánh giá
Bộ phim phản ánh cuộc sống của lớp thanh niên đương đại ở bước ngoặt rời giảng đường đại học, hòa nhập vào xã hội, tìm việc, phấn đấu, tình yêu, hôn nhân, cuộc sống gia đình, luân lý tình cảm. Toàn cảnh bộ phim cảm động, tình tiết chặt chẽ, lãng mạn và đầy tính triết lý, những bất hòa, tranh chấp tình cảm rất phức tạp, mối quan hệ giữa các nhân vật không thể cắt đứt hay tháo gỡ, những nguyên nhân, hậu quả khó đoán biết được… Tất cả đều bắt đầu từ cà phê. Khắc họa ở khía cạnh tình cảm nhân vật của bộ phim này mới mẻ, chân thực, sâu sắc, sẽ chuyển tải đến khán giả những thông điệp triết lý về lựa chọn công việc, tình yêu hôn nhân và trách nhiệm gia đình.

## Các diễn viên chính
- Hồ Ca vai Trần Tông
- Bạch Băng vai Thẩm Ly
- Tả Tiểu Thanh vai Diệp Hân
- Hàn Đống vai Lâm Lập Thâm
- Đàm Khải vai Trần Việt
- Miêu Hải Trung vai Mẫn Hải Đào
- Hoàng Lệ Á vai Dương Thanh Linh
- Trần Hạo Văn vai Vạn Trình Bạch